# Tetragnatha paradoxa
Tetragnatha paradoxa là một loài nhện trong họ Tetragnathidae.
Loài này thuộc chi Tetragnatha. Tetragnatha paradoxa được miêu tả năm 1992 bởi Okuma.